# Vocea României (sezonul 8)
Cel de-al optulea sezon al talent show-ului Vocea României a debutat pe 7 septembrie 2018 la Pro TV. Pavel Bartoș revine în funcția de prezentator, iar Irina Fodor o înlocuiește pe Lili Sandu din funcția ei de co-prezentator. Laura Giurcanu a fost vlogger-ul emisiunii. În sezonul 8, Loredana Groza și Adrian Despot sunt înlocuiți de Irina Rimes și Andra, în timp ce Smiley și Tudor Chirilă își păstrează rolurile de antrenori.

## Preselecții
Înscrierile pentru cel de-al optulea sezon au început la 1 decembrie 2017, iar preselecțiile au avut loc în primăvara anului 2018. Decorul platoului de filmare a emisunii s-a schimbat radical față de ultimele sezoane. Înscrierile au avut loc în următoarele localiăți:
- 25 februarie 2018 – Hotel Golden Tulip Ana Dome, Cluj-Napoca
- 4 martie 2018 – Hotel Intercontinental, Iași
- 11 martie 2018 – Hotel NH, Timișoara
- 24 și 25 martie 2018 – Hotel IBIS Gara de Nord, București

Preselecțiile au avut rolul de a selecta concurenții care urmau să participe la etapa audițiilor pe nevăzute, filmată la începutul lunii iulie la studiourile Kentauros din Ștefăneștii de Jos.

## Particularitățile sezonului
- Au existat 4 etape: audițiile pe nevăzute, confruntările, knockout-urile și spectacolele live.

- La sfârșitul fiecărei audiții, în cazul în care concurentul nu a mers mai departe, nu s-a întors niciun scaun.
- Antrenorii au format echipe de câte 14 concurenți, cu excepția lui Smiley și a lui Tudor, care au decis să își adauge echipelor încă 1 concurent și, respectiv, încă 2 concurenți, dintre care 7 și-au câștigat confruntările.
- Antrenorii au putut "fura" câte un concurent pierzător la confruntări, astfel că echipele au fost aduse la 8 concurenți. Odată furați, concurenții au avut locul asigurat până la finalul etapei.
- La finalul etapei confruntărilor, nu a avut loc proba cântecului decisiv.
- S-a desfășurat etapa knockout-urilor, în care antrenorii și-au ales numai o jumătate dintre concurenți.
- Fiecare antrenor a avut dreptul de a promova 4 concurenți în etapa spectacolelor live.
- Au existat 4 spectacole live.
- În primele 2 spectacole live, au concurat jumătate dintre concurenții din fiecare echipă, iar eliminările s-au făcut prin decizia votului public, fără o probă suplimentară.
- În semifinală, s-a ales câte un finalist din fiecare echipă, pe baza votului public.

## Echipe
| Legendă                                    | Legendă |
| ------------------------------------------ | --- |
| - Câștigător - Locul 2 - Locul 3 - Locul 4 | - Eliminat în semifinală - Eliminat în spectacolele live - Eliminat în etapa knockout-urilor - Furat în etapa confruntărilor - Eliminat în etapa confruntărilor |

| Antrenor | Antrenor      | Concurenți       | Concurenți            | Concurenți     | Concurenți      | Concurenți       | Concurenți    |
| --- | ------------- | ---------------- | --------------------- | -------------- | --------------- | ---------------- | ------------- |
| | Tudor Chirilă | Alma Boiangiu    | Romanița Fricosu      | Lavinia Rusu   | Mihai Meiroș    | Daria Tănasă     | Dana Olteanu  |
| Luciana Răducanu | Tudor Chirilă | Cristian Alexa   | Alexandra Cuza        | Teodora Stoica | Mara Căptaru    | Luiza Cobori     |               |
| Origen Todoran | Tudor Chirilă | Maria Pop        | Dombi Enescu Șandor   | Joel Benson    |                 |                  |               |
| |               |                  |                       |                |                 |                  |               |
| | Irina Rimes   | Dora Gaitanovici | Alexa Dragu           | Alina Statie   | Eva Timuș       | Antinia Simion   | Mara Căptaru  |
| Gabriela Munteanu | Irina Rimes   | Feihong Basigu   | Maria Andrici         | Oana Tăbultoc  | Ștefania Roman  | Odri Bârcă       |               |
| Eduard Malereu | Irina Rimes   | Silvia Vîrlan    | Lăcrămioara Bradoschi |                |                 |                  |               |
| |               |                  |                       |                |                 |                  |               |
| | Andra         | Mădălina Coca    | Renate Grad           | Silviu Murariu | Sara Chiavegato | Nicoleta Oancea  | Izabela Barbu |
| Cristina Budeanu | Andra         | Elena Hasna      | Diana Strat           | Claudia Popină | Claudia Negruț  | Silvia Preda     |               |
| Mihai Turbatu | Andra         | Maria Udrea      | Florian Popa          |                |                 |                  |               |
| |               |                  |                       |                |                 |                  |               |
| | Smiley        | Bogdan Ioan      | Vitalie Maciunschi    | Sorina Bică    | Letiția Roman   | Geanina Militaru | Andrei Voicu  |
| Diana Strat | Smiley        | Dalina Nemeș     | Claudiu Fălămaș       | Lina Sandén    | Daria Mirea     | Silviu Murariu   |               |
| Mihnea Vîlceanu | Smiley        | Evelina Găvan    | Lavinia Rusu          | Andreea Popa   |                 |                  |               |
| Notă: Numele scrise cursiv reprezintă concurenți furați de la alt antrenor (aceleași nume sunt tăiate în cadrul vechilor echipe). |               |                  |                       |                |                 |                  |               |

## Audiții pe nevăzute

### Episodul 1 (7 septembrie)
Primul episod a fost difuzat pe 7 septembrie 2018. Antrenorii noului sezon au interpretat "We Will Rock You", momentul fiind o alegere potrivită pentru spectacolul ce a urmat.
| Legendă | - ✔ Antrenorul și-a apăsat butonul „EU TE VREAU” - Concurentul a fost eliminat - Concurentul a întors toate scaunele | - Concurentul a intrat automat în echipa antrenorului - Concurentul a ales acest antrenor ✘ Antrenorul și-a apăsat butonul „EU TE VREAU", dar a fost "blocat" din a obține concurentul Antrenorul și-a apăsat butonul "EU TE VREAU", în ciuda lipsei de locuri în echipa sa Antrenorul și-a apăsat butonul "EU TE VREAU", în ciuda lipsei de locuri în echipa sa, iar concurentul a ales acest antrenor Concurentul a intrat automat în echipa antrenorului, în ciuda lipsei de locuri în echipa sa |

| Ordine | Concurent       | Vârstă | Origine   | Cântec                                  | Alegerile antrenorilor și ale concurenților | Alegerile antrenorilor și ale concurenților | Alegerile antrenorilor și ale concurenților | Alegerile antrenorilor și ale concurenților |
| Ordine | Concurent       | Vârstă | Origine   | Cântec                                  | Tudor                                       | Irina                                       | Andra                                       | Smiley                                      |
| ------ | --------------- | ------ | --------- | --------------------------------------- | ------------------------------------------- | ------------------------------------------- | ------------------------------------------- | ------------------------------------------- |
| 1      | Alexa Dragu     | 18     | București | "I Never Loved a Man" (Aretha Franklin) | ✔                                           | ✔                                           | ✔                                           | ✔                                           |
| 2      | Diana Petrescu  | —      | —         | "Walking in Memphis" (Marc Cohn)        | —                                           | —                                           | —                                           | —                                           |
| 3      | Claudiu Fălămaș | 27     | Sibiu     | "Jérusalem" (Alpha Blondy)              | —                                           | —                                           | —                                           | ✔                                           |
| 4      | Marina Vlad     | 20     | Craiova   | "Un actor grăbit" (Laura Stoica)        | —                                           | —                                           | —                                           | —                                           |
| 5      | Bogdan Ioan     | 28     | Constanța | "Earth Song" (Michael Jackson)          | ✔                                           | ✔                                           | ✔                                           | ✔                                           |

### Episodul 2 (8 septembrie)
Al doilea episod a fost difuzat pe 8 septembrie 2018.
| Ordine | Concurent             | Vârstă | Origine          | Cântec                                       | Alegerile antrenorilor și ale concurenților | Alegerile antrenorilor și ale concurenților | Alegerile antrenorilor și ale concurenților | Alegerile antrenorilor și ale concurenților |
| Ordine | Concurent             | Vârstă | Origine          | Cântec                                       | Tudor                                       | Irina                                       | Andra                                       | Smiley                                      |
| ------ | --------------------- | ------ | ---------------- | -------------------------------------------- | ------------------------------------------- | ------------------------------------------- | ------------------------------------------- | ------------------------------------------- |
| 1      | Horațiu Boșca         | 40     | Cluj-Napoca      | "L-O-V-E" (Nat King Cole)                    | —                                           | —                                           | —                                           | —                                           |
| 2      | Maria Pop             | 22     | Tăuții Măgherăuș | "Mama Do" (Pixie Lott)                       | ✔                                           | ✔                                           | —                                           | —                                           |
| 3      | Sara Chiavegato       | 19     | Verona           | "Crazy in Love" (Beyoncé)                    | ✔                                           | ✔                                           | ✔                                           | ✔                                           |
| 4      | Gabriel Ciubotă       | 24     | Ploiești         | "Let Her Go" (Passenger)                     | —                                           | —                                           | —                                           | —                                           |
| 5      | Antinia Simion        | 20     | Alba Iulia       | "Ex's & Oh's" (Elle King)                    | —                                           | ✔                                           | ✔                                           | —                                           |
| 5      | Claudia Popină        | 28     | București        | "Don't Be So Hard on Yourself" (Jess Glynne) | ✔                                           | —                                           | ✔                                           | —                                           |
| 6      | Lina Sandén           | 33     | Malmö            | "Wake Me Up" (Avicii)                        | ✔                                           | —                                           | —                                           | ✔                                           |
| 7      | Matei Blaga           | 20     | Constanța        | "This Love" (Maroon 5)                       | —                                           | —                                           | —                                           | —                                           |
| 8      | Romanița Fricosu      | 31     | Pitești          | "Nu Sunt Perfectă" (Elena Cârstea)           | ✔                                           | —                                           | —                                           | ✔                                           |
| 9      | Lăcrămioara Bradoschi | 29     | Ploiești         | "Don't You Remember" (Adele)                 | —                                           | ✔                                           | —                                           | —                                           |

### Episodul 3 (14 septembrie)
Al treilea episod a fost difuzat pe 14 septembrie 2018.
| Ordine | Concurent          | Vârstă | Origine           | Cântec                                           | Alegerile antrenorilor și ale concurenților | Alegerile antrenorilor și ale concurenților | Alegerile antrenorilor și ale concurenților | Alegerile antrenorilor și ale concurenților |
| Ordine | Concurent          | Vârstă | Origine           | Cântec                                           | Tudor                                       | Irina                                       | Andra                                       | Smiley                                      |
| ------ | ------------------ | ------ | ----------------- | ------------------------------------------------ | ------------------------------------------- | ------------------------------------------- | ------------------------------------------- | ------------------------------------------- |
| 1      | Vitalie Maciunschi | 32     | Chișinău          | "Le Temps des Cathédrales" (Notre Dame de Paris) | ✔                                           | ✔                                           | ✔                                           | ✔                                           |
| 2      | Claudia Negruț     | 29     | Timișoara         | "Upside Down" (Paloma Faith)                     | —                                           | ✔                                           | ✔                                           | ✔                                           |
| 3      | Marina Carpen      | 19     | Atena             | "Nu Mă Uita" (Ioana Ignat)                       | —                                           | —                                           | —                                           | —                                           |
| 4      | Rareș Mariș        | 17     | Cluj-Napoca       | "Let It Go" (James Bay)                          | —                                           | —                                           | —                                           | —                                           |
| 5      | Dora Gaitanovici   | 18     | Buzău             | "One More Try" (George Michael)                  | ✘                                           | ✔                                           | ✔                                           | ✔                                           |
| 6      | Virgil-Marius Pop  | 48     | Șimleul Silvaniei | "Carrie" (Europe)                                | —                                           | —                                           | —                                           | —                                           |
| 7      | Todoran Origen     | 32     | Craiova           | "Another Love" (Tom Odel)                        | ✔                                           | —                                           | —                                           | ✔                                           |
| 8      | Diana Strat        | 22     | Bacău             | "Nobody's Perfect" (Jessie J)                    | —                                           | —                                           | ✔                                           | —                                           |
| 9      | Laura Furău        | 33     | —                 | "Raggamuffin" (Selah Sue)                        | —                                           | —                                           | —                                           | —                                           |
| 10     | Alina Statie       | 23     | Balș              | "Breakeven" (The Script)                         | —                                           | ✔                                           | —                                           | —                                           |
| 11     | Mădălina Ignat     | 21     | Botoșani          | "Unfaithful" (Rihanna)                           | —                                           | —                                           | —                                           | —                                           |
| 12     | Alma Boiangiu      | 26     | București         | "Wonderwall" (Oasis)                             | ✔                                           | ✔                                           | —                                           | ✔                                           |

### Episodul 4 (21 septembrie)
Al patrulea episod a fost difuzat pe 21 septembrie 2018.
| Ordine | Concurent           | Vârstă | Origine      | Cântec                                       | Alegerile antrenorilor și ale concurenților | Alegerile antrenorilor și ale concurenților | Alegerile antrenorilor și ale concurenților | Alegerile antrenorilor și ale concurenților |
| Ordine | Concurent           | Vârstă | Origine      | Cântec                                       | Tudor                                       | Irina                                       | Andra                                       | Smiley                                      |
| ------ | ------------------- | ------ | ------------ | -------------------------------------------- | ------------------------------------------- | ------------------------------------------- | ------------------------------------------- | ------------------------------------------- |
| 1      | Nicoleta Oancea     | 20     | București    | "Can't Stop The Feeling" (Justin Timberlake) | —                                           | —                                           | ✔                                           | ✔                                           |
| 2      | Alina Voicu         | 18     | Bacău        | "All About That Bass" (Meghan Trainor)       | —                                           | —                                           | —                                           | —                                           |
| 3      | Alexandru Dobre     | 31     | —            | "Save Room" (John Legend)                    | —                                           | —                                           | —                                           | —                                           |
| 4      | Renate Grad         | 30     | Vișeu de Sus | "I Will Always Love You" (Whitney Houston)   | ✔                                           | ✔                                           | ✔                                           | ✔                                           |
| 5      | Sorina Bică         | 20     | Craiova      | "You Shook Me All Night Long" (AC/DC)        | —                                           | ✔                                           | ✔                                           | ✔                                           |
| 6      | Andrei Timofte      | 26     | —            | "Sexbomb" (Tom Jones & Mousse T)             | —                                           | —                                           | —                                           | —                                           |
| 7      | Daria Tănasă        | 18     | Bacău        | "Ain't No Other Man" (Christina Aguilera)    | ✔                                           | ✔                                           | ✔                                           | —                                           |
| 8      | Letiția Moisescu    | 35     | București    | "Non, je ne regrette rien" (Édith Piaf)      | —                                           | —                                           | —                                           | —                                           |
| 9      | Cristian Alexa      | 17     | Focșani      | "Billionaire" (Bruno Mars)                   | ✔                                           | ✔                                           | —                                           | —                                           |
| 10     | Cristina Holstein   | —      | Berlin       | "O mio babbino caro" (Montserrat Caballé)    | —                                           | —                                           | —                                           | —                                           |
| 11     | Eduard Malereu      | 22     | Chișinău     | "Perfect" (Ed Sheeran)                       | —                                           | ✔                                           | —                                           | —                                           |
| 12     | Andra Mihalache     | 16     | București    | "Whataya Want from Me" (Adam Lambert)        | —                                           | —                                           | —                                           | —                                           |
| 13     | Odri Bârcă          | 23     | Chișinău     | "Issues" (Julia Michaels)                    | ✔                                           | ✔                                           | ✔                                           | ✔                                           |
| 14     | Adrian Mădălin Manu | 31     | —            | "Everything" (Michael Bublé)                 | —                                           | —                                           | —                                           | —                                           |
| 15     | Lavinia Rusu        | 17     | Chișinău     | "Wrecking Ball" (Miley Cyrus)                | —                                           | ✔                                           | —                                           | ✔                                           |

### Episodul 5 (28 septembrie)
Episodul 5 a fost difuzat pe 28 septembrie 2018.
| Ordine | Concurent           | Vârstă | Origine      | Cântec                                         | Alegerile antrenorilor și ale concurenților | Alegerile antrenorilor și ale concurenților | Alegerile antrenorilor și ale concurenților | Alegerile antrenorilor și ale concurenților |
| Ordine | Concurent           | Vârstă | Origine      | Cântec                                         | Tudor                                       | Irina                                       | Andra                                       | Smiley                                      |
| ------ | ------------------- | ------ | ------------ | ---------------------------------------------- | ------------------------------------------- | ------------------------------------------- | ------------------------------------------- | ------------------------------------------- |
| 1      | Dombi Enescu Șandor | 52     | Băile Tușnad | "I Feel Good" (James Brown)                    | ✔                                           | ✔                                           | ✔                                           | ✔                                           |
| 2      | Iris Gămulescu      | 19     | Brașov       | "Welcome To Burlesque" (Cher)                  | —                                           | —                                           | —                                           | —                                           |
| 3      | Luiza Cobori        | 35     | București    | "Mad About You" (Hooverphonic)                 | ✔                                           | ✔                                           | —                                           | —                                           |
| 4      | Tatiana Ceban       | 29     | Coșnița      | "A Woman's Worth" (Alicia Keys)                | —                                           | —                                           | —                                           | —                                           |
| 5      | Feihong Basigu      | 19     | Jilin        | "Fly Me To The Moon" (Frank Sinatra)           | —                                           | ✔                                           | ✔                                           | —                                           |
| 6      | Nadejda Anghel      | 21     | Chișinău     | "What About Us" (P!nk)                         | —                                           | —                                           | —                                           | —                                           |
| 7      | Elena Hasna         | 16     | Târgu Jiu    | "Dangerous Woman" (Ariana Grande)              | —                                           | —                                           | ✔                                           | —                                           |
| 8      | Letiția Roman       | 16     | București    | "Jealous" (Labrinth)                           | ✔                                           | ✔                                           | —                                           | ✔                                           |
| 9      | Andrei Zic          | 24     | Chișinău     | "Who You Are" (Mihail)                         | —                                           | —                                           | —                                           | —                                           |
| 10     | Andreea Popa        | 21     | București    | "Rise Up" (Andra Day)                          | —                                           | ✔                                           | ✘                                           | ✔                                           |
| 11     | Mihai Turbatu       | 16     | Târgu Jiu    | "You Are So Beautiful" (Joe Cocker)            | —                                           | —                                           | ✔                                           | —                                           |
| 12     | Maria Ilinca        | 18     | —            | "Million Reasons" (Lady Gaga)                  | —                                           | —                                           | —                                           | —                                           |
| 13     | Oana Tăbultoc       | 17     | Botoșani     | "Anywhere" (Rita Ora)                          | —                                           | ✔                                           | —                                           | —                                           |
| 14     | Mădălina Coca       | 31     | București    | "It's All Coming Back To Me Now" (Celine Dion) | ✔                                           | ✔                                           | ✔                                           | ✔                                           |

### Episodul 6 (5 octombrie)
Episodul 6 a fost difuzat pe 5 octombrie 2018.
| Ordine | Concurent         | Vârstă | Origine   | Cântec                                                         | Alegerile antrenorilor și ale concurenților | Alegerile antrenorilor și ale concurenților | Alegerile antrenorilor și ale concurenților | Alegerile antrenorilor și ale concurenților |
| Ordine | Concurent         | Vârstă | Origine   | Cântec                                                         | Tudor                                       | Irina                                       | Andra                                       | Smiley                                      |
| ------ | ----------------- | ------ | --------- | -------------------------------------------------------------- | ------------------------------------------- | ------------------------------------------- | ------------------------------------------- | ------------------------------------------- |
| 1      | Mara Căptaru      | 16     | Zagreb    | "Creep" (Radiohead)                                            | ✔                                           | ✔                                           | ✔                                           | ✔                                           |
| 2      | Marius Deneș      | 24     | București | "Historia de un amor" (Luz Casal)                              | —                                           | —                                           | —                                           | —                                           |
| 3      | Mihnea Vîlceanu   | 21     | Timișoara | "Whatever It Takes" (Imagine Dragons)                          | —                                           | —                                           | ✔                                           | ✔                                           |
| 4      | Diana Lera        | 20     | Focșani   | "Smells Like Teen Spirit" (Nirvana)                            | —                                           | —                                           | —                                           | —                                           |
| 5      | Eva Timuș         | 16     | Chișinău  | "Skyfall" (Adele)                                              | —                                           | ✔                                           | —                                           | —                                           |
| 6      | Sever Solnițaru   | 22     | Pitești   | "Sex on Fire" (Kings of Leon)                                  | —                                           | —                                           | —                                           | —                                           |
| 7      | Cristina Budeanu  | 27     | Clinceni  | "One Night Only" (Jennifer Hudson & Motion Picture Soundtrack) | —                                           | ✘                                           | ✔                                           | —                                           |
| 8      | Eva Malancă       | 20     | Chișinău  | "Rise Like a Phoenix" (Conchita Wurst)                         | —                                           | —                                           | —                                           | —                                           |
| 9      | Silvia Preda      | 27     | Brașov    | "Natural Woman" (Aretha Franklin)                              | —                                           | ✔                                           | ✔                                           | —                                           |
| 10     | Maria Andrici     | 18     | București | "Cine te crezi?" (Feli Donose)                                 | —                                           | ✔                                           | —                                           | —                                           |
| 11     | Marina Ciorăneanu | 43     | București | "Lost On You" (LP)                                             | —                                           | —                                           | —                                           | —                                           |
| 12     | Silviu Murariu    | 21     | Botoșani  | "She's Out of My Life" (Michael Jackson)                       | ✔                                           | ✔                                           | ✔                                           | ✔                                           |

### Episodul 7 (12 octombrie)
Episodul 6 a fost difuzat pe 12 octombrie 2018.
| Ordine | Concurent         | Vârstă | Origine         | Cântec                                   | Alegerile antrenorilor și ale concurenților | Alegerile antrenorilor și ale concurenților | Alegerile antrenorilor și ale concurenților | Alegerile antrenorilor și ale concurenților |
| Ordine | Concurent         | Vârstă | Origine         | Cântec                                   | Tudor                                       | Irina                                       | Andra                                       | Smiley                                      |
| ------ | ----------------- | ------ | --------------- | ---------------------------------------- | ------------------------------------------- | ------------------------------------------- | ------------------------------------------- | ------------------------------------------- |
| 1      | Izabela Barbu     | 50     | București       | "Summertime" (George Gershwin)           | ✔                                           | ✔                                           | ✔                                           | ✔                                           |
| 2      | Cătălin Manea     | 23     | București       | "Too Good at Goodbyes" (Sam Smith)       | —                                           | —                                           | —                                           | —                                           |
| 3      | Ștefania Roman    | 34     | București       | "Sympathique" (Pink Martini)             | —                                           | ✔                                           | —                                           | —                                           |
| 4      | Daria Mirea       | 17     | Craiova         | "That Man" (Caro Emerald)                | —                                           | ✔                                           | ✔                                           | ✔                                           |
| 5      | Georgiana Capanu  | 21     | Curtea de Argeș | "Tu n-ai avut curajul" (Mădălina Manole) | —                                           | —                                           | —                                           | —                                           |
| 6      | Joel Benson       | 33     | Bengaluru       | "Thinking Out Loud" (Ed Sheeran)         | ✔                                           | ✔                                           | —                                           | ✔                                           |
| 7      | Gabriela Munteanu | 18     | Galați          | "Bolnavi amândoi" (Irina Rimes)          | —                                           | ✔                                           | —                                           | ✔                                           |
| 8      | Andreea Ghercă    | 28     | Buzău           | "Clown" (Emeli Sandé)                    | —                                           | —                                           | —                                           | —                                           |
| 9      | Luciana Răducanu  | 36     | București       | "Bohemian Rhapsody" (Queen)              | ✔                                           | ✔                                           | ✔                                           | ✔                                           |
| 10     | Florin Cristian   | 24     | Brăila          | "You're Beautiful" (James Blunt)         | —                                           | —                                           | —                                           | —                                           |
| 11     | Brigitta Bajka    | 20     | Brașov          | "Locked Out of Heaven" (Bruno Mars)      | —                                           | —                                           | —                                           | —                                           |
| 12     | Dalina Nemeș      | 19     | Baia Mare       | "Photograph" (Ed Sheeran)                | ✔                                           | ✔                                           | —                                           | ✔                                           |
| 13     | Doina Sclifos     | 28     | Chișinău        | "Riptide" (Vance Joy)                    | —                                           | —                                           | —                                           | —                                           |
| 14     | Maria Udrea       | 18     | Bolintin Vale   | "Do It like a Dude" (Jessie J)           | ✔                                           | ✘                                           | ✔                                           | —                                           |

### Episodul 8 (19 octombrie)
Episodul 8 a fost difuzat pe 19 octombrie 2018. 
| Ordine | Concurent           | Vârstă | Origine         | Cântec                                            | Alegerile antrenorilor și ale concurenților | Alegerile antrenorilor și ale concurenților | Alegerile antrenorilor și ale concurenților | Alegerile antrenorilor și ale concurenților |
| Ordine | Concurent           | Vârstă | Origine         | Cântec                                            | Tudor                                       | Irina                                       | Andra                                       | Smiley                                      |
| ------ | ------------------- | ------ | --------------- | ------------------------------------------------- | ------------------------------------------- | ------------------------------------------- | ------------------------------------------- | ------------------------------------------- |
| 1      | Evelina Găvan       | 25     | Brașov          | "Use Somebody" (Kings of Leon)                    | —                                           | —                                           | —                                           | ✔                                           |
| 2      | Sandra Tudorache    | 16     | Ploiești        | "Scared to Be Lonely" (Martin Garrix și Dua Lipa) | —                                           | —                                           | —                                           | Echipă completă                             |
| 3      | Antonia Stancu      | 22     | București       | "Friends" (Marshmello și Anne-Marie)              | —                                           | —                                           | —                                           | Echipă completă                             |
| 4      | Geanina Militaru    | 29     | București       | "Oops!... I Did It Again" (Britney Spears)        | ✔                                           | ✔                                           | ✔                                           | ✔                                           |
| 5      | Sonia Apostol       | 16     | București       | "Kisses Back" (Matthew Koma)                      | —                                           | —                                           | —                                           | Echipă completă                             |
| 6      | Florian Popa        | 28     | Constanța       | "Tu ești primăvara mea" (Aurelian Andreescu)      | —                                           | ✔                                           | ✔                                           | Echipă completă                             |
| 7      | Ilona Artene        | 23     | Aras, Danemarca | "Hurt" (Christina Aguilera)                       | —                                           | —                                           | Echipă completă                             | Echipă completă                             |
| 8      | Alexandra Cuza      | 24     | Suceava         | "I Put a Spell on You" (Annie Lennox)             | ✔                                           | ✔                                           | Echipă completă                             | Echipă completă                             |
| 9      | Mihail Karaghiannis | 23     | București       | "Beggin'" (Madcon)                                | Echipă completă                             | —                                           | Echipă completă                             | Echipă completă                             |
| 10     | Agatha Gazda        | 16     | Siret           | "Jolene" (Dolly Parton)                           | Echipă completă                             | —                                           | Echipă completă                             | Echipă completă                             |
| 11     | Mihai Meiroș        | 32     | București       | "Skin" (Rag'n'Bone Man)                           | ✔                                           | —                                           | Echipă completă                             | Echipă completă                             |
| 12     | Cristina Mircea     | 19     | Londra          | "Toy" (Netta)                                     | Echipă completă                             | —                                           | Echipă completă                             | Echipă completă                             |
| 13     | Andreea Roșianu     | 22     | Sibiu           | "Be the One" (Dua Lipa)                           | Echipă completă                             | —                                           | Echipă completă                             | Echipă completă                             |
| 14     | Silvia Vîrlan       | 34     | București       | "Love on the Brain" (Rihanna)                     | Echipă completă                             | ✔                                           | Echipă completă                             | Echipă completă                             |
| 15     | Teodora Stoica      | 20     | Vâlcea          | "Royals" (Lorde)                                  | ✔                                           | ✔                                           | ✔                                           | Echipă completă                             |

## Confruntări (26 octombrie-16 noiembrie)
După audițiile pe nevăzute, Andra și Irina au avut 14 concurenți în echipele lor, în timp ce Tudor și Smiley au avut 15 concurenți pentru etapa confruntărilor, care a început pe 26 octombrie. Antrenorii au început să-și reducă numărul de concurenți la 7 și au "furat" câte un concurent din celelalte echipe.
| Legendă | - Concurent învingător - ⃠ Antrenorul nu a putut fura acest concurent | - Concurent învins, dar "furat" - Concurent învins și eliminat |

| Ord.                       | Antrenor                  | Învingător                | Cântec                                                          | Învins                    | Rezultatul "furtului"     | Rezultatul "furtului"     | Rezultatul "furtului"     | Rezultatul "furtului"     |
| Ord.                       | Antrenor                  | Învingător                | Cântec                                                          | Învins                    | Tudor                     | Irina                     | Andra                     | Smiley                    |
| Episodul 9 (26 octombrie)  | Episodul 9 (26 octombrie) | Episodul 9 (26 octombrie) | Episodul 9 (26 octombrie)                                       | Episodul 9 (26 octombrie) | Episodul 9 (26 octombrie) | Episodul 9 (26 octombrie) | Episodul 9 (26 octombrie) | Episodul 9 (26 octombrie) |
| -------------------------- | ------------------------- | ------------------------- | --------------------------------------------------------------- | ------------------------- | ------------------------- | ------------------------- | ------------------------- | ------------------------- |
| 1                          | Irina Rimes               | Dora Gaitanovici          | The Way You Make Me Feel" (Michael Jackson)                     | Lăcrămioara Bradoschi     | —                         | ⃠                          | —                         | —                         |
| 2                          | Tudor Chirilă             | Cristian Alexa            | "In My Blood" (Shawn Mendes)                                    | Joel Benson               | ⃠                          | —                         | —                         | —                         |
| 3                          | Smiley                    | Geanina Militaru          | "Free Your Mind" (En Vogue)                                     | Andreea Popa              | —                         | —                         | —                         | ⃠                          |
| 3                          | Smiley                    | Geanina Militaru          | "Free Your Mind" (En Vogue)                                     | Lavinia Rusu              | ✔                         | —                         | —                         | ⃠                          |
| 4                          | Andra                     | Renate Grad               | "În lipsa ta" (JO)                                              | Florian Popa              | Echipă completă           | —                         | ⃠                          | —                         |
| 5                          | Irina Rimes               | Alexa Dragu               | "I Wish" (Stevie Wonder)                                        | Silvia Vîrlan             | Echipă completă           | ⃠                          | —                         | —                         |
| 6                          | Tudor Chirilă             | Mihai Meiroș              | "Tennessee Whiskey" (Chris Stapleton)                           | Dombi Enescu Șandor       | Echipă completă           | —                         | —                         | —                         |
| 7                          | Smiley                    | Vitalie Maciunschi        | "I've Had The Time of My Life" (Bill Medley și Jennifer Warnes) | Evelina Găvan             | Echipă completă           | —                         | —                         | ⃠                          |
| Episodul 10 (2 noiembrie)  |                           |                           |                                                                 |                           |                           |                           |                           |                           |
| 1                          | Andra                     | Sara Chiavegato           | "Fighter" (Christina Aguilera)                                  | Maria Udrea               | Echipă completă           | —                         | ⃠                          | —                         |
| 2                          | Tudor Chirilă             | Daria Tănasă              | "These Days" (Rudimental)                                       | Maria Pop                 | Echipă completă           | —                         | —                         | —                         |
| 3                          | Irina Rimes               | Gabriela Munteanu         | "Vals" (Smiley)                                                 | Eduard Malereu            | Echipă completă           | ⃠                          | —                         | —                         |
| 4                          | Smiley                    | Letiția Roman             | "Sunday Morning" (Maroon 5)                                     | Mihnea Vîlceanu           | Echipă completă           | —                         | —                         | ⃠                          |
| 5                          | Andra                     | Elena Hasna               | "Need You Now" (Lady Antebellum)                                | Mihai Turbatu             | Echipă completă           | —                         | ⃠                          | —                         |
| 6                          | Tudor Chirilă             | Luciana Răducanu          | "Honky Tonk Women" (The Rolling Stones)                         | Origen Todoran            | Echipă completă           | —                         | —                         | —                         |
| 7                          | Smiley                    | Sorina Bică               | "Say Something" (Justin Timberlake)                             | Silviu Murariu            | Echipă completă           | ✔                         | ✔                         | ⃠                          |
| Episodul 11 (9 noiembrie)  |                           |                           |                                                                 |                           | Echipă completă           |                           |                           |                           |
| 1                          | Irina Rimes               | Alina Statie              | "Believer" (Imagine Dragons)                                    | Odri Bârcă                | Echipă completă           | ⃠                          | Echipă completă           | —                         |
| 2                          | Tudor Chirilă             | Dana Olteanu              | "Only Love Can Hurt Like This" (Paloma Faith)                   | Luiza Cobori              | Echipă completă           | —                         | Echipă completă           | —                         |
| 3                          | Andra                     | Cristina Budeanu          | "Tears" (Clean Bandit)                                          | Silvia Preda              | Echipă completă           | —                         | Echipă completă           | —                         |
| 4                          | Smiley                    | Bogdan Ioan               | "Done for Me" (Charlie Puth)                                    | Daria Mirea               | Echipă completă           | —                         | Echipă completă           | ⃠                          |
| 5                          | Irina Rimes               | Feihong Basigu            | "Sweet Dreams (Are Made of This)" (Eurythmics)                  | Ștefania Roman            | Echipă completă           | ⃠                          | Echipă completă           | —                         |
| 6                          | Andra                     | Nicoleta Oancea           | "One Last Time" (Ariana Grande)                                 | Claudia Negruț            | Echipă completă           | —                         | Echipă completă           | —                         |
| 7                          | Tudor Chirilă             | Alma Boiangiu             | "Grenade" (Bruno Mars)                                          | Mara Căptaru              | Echipă completă           | ✔                         | Echipă completă           | ✔                         |
| Episodul 12 (16 noiembrie) |                           |                           |                                                                 |                           | Echipă completă           |                           | Echipă completă           |                           |
| 1                          | Irina Rimes               | Antinia Simion            | "In the Name of Love" (Martin Garrix și Bebe Rexha)             | Oana Tăbultoc             | Echipă completă           | Echipă completă           | Echipă completă           | —                         |
| 2                          | Andra                     | Izabela Barbu             | "Cry Baby" (Garnet Mimms)                                       | Claudia Popină            | Echipă completă           | Echipă completă           | Echipă completă           | —                         |
| 3                          | Smiley                    | Dalina Nemeș              | "Roar" (Katy Perry)                                             | Lina Sandén               | Echipă completă           | Echipă completă           | Echipă completă           | ⃠                          |
| 4                          | Tudor Chirilă             | Romanița Fricosu          | "Hound Dog" (Elvis Presley)                                     | Alexandra Cuza            | Echipă completă           | Echipă completă           | Echipă completă           | —                         |
| 4                          | Tudor Chirilă             | Romanița Fricosu          | "Hound Dog" (Elvis Presley)                                     | Teodora Stoica            | Echipă completă           | Echipă completă           | Echipă completă           | —                         |
| 5                          | Irina Rimes               | Eva Timuș                 | "Don't Let Me Down" (The Chainsmokers)"                         | Maria Andrici             | Echipă completă           | Echipă completă           | Echipă completă           | —                         |
| 6                          | Smiley                    | Andrei Voicu              | "Set Fire to the Rain" (Adele)                                  | Claudiu Fălămaș           | Echipă completă           | Echipă completă           | Echipă completă           | ⃠                          |
| 7                          | Andra                     | Mădălina Coca             | "Sign of the Times" (Harry Styles)                              | Diana Strat               | Echipă completă           | Echipă completă           | Echipă completă           | ✔                         |

## Knockout-uri (23, 24 noiembrie)
După confruntări, fiecare antrenor a avut câte 8 concurenți pentru etapa knockout-urilor, care a fost difuzată pe 23 și 24 noiembrie. Antrenorii și-au împărțit concurenții în grupe de câte patru. La finalul fiecărui knockout, antrenorul a ales doi concurenți din patru și, prin urmare, a promovat patru concurenți în etapa spectacolelor live.
| Antrenor                   | Ordine                     | Concurent                  | Cântec                                               | Rezultat                   |
| Episodul 13 (23 noiembrie) | Episodul 13 (23 noiembrie) | Episodul 13 (23 noiembrie) | Episodul 13 (23 noiembrie)                           | Episodul 13 (23 noiembrie) |
| -------------------------- | -------------------------- | -------------------------- | ---------------------------------------------------- | -------------------------- |
| Irina Rimes                | 1                          | Feihong Basigu             | "Umbrella" (Rihanna)                                 | Eliminat                   |
| Irina Rimes                | 2                          | Alina Statie               | "Hopai Diri Da" (Damian & Brothers și Feli)          | Învingătoare               |
| Irina Rimes                | 3                          | Gabriela Munteanu          | "Bang Bang" (Jessie J, Ariana Grande și Nicki Minaj) | Eliminată                  |
| Irina Rimes                | 4                          | Dora Gaitanovici           | "Cryin'" (Aerosmith)                                 | Învingătoare               |
| Tudor Chirilă              | 5                          | Mihai Meiroș               | "Enter Sandman" (Metallica)                          | Învingător                 |
| Tudor Chirilă              | 6                          | Luciana Răducanu           | "Bring Me to Life" (Evanescence)                     | Eliminată                  |
| Tudor Chirilă              | 7                          | Cristian Alexa             | "Shut Up and Dance" (Walk the Moon)                  | Eliminat                   |
| Tudor Chirilă              | 8                          | Lavinia Rusu               | "You've Got The Love" (Florence și The Machine)      | Învingătoare               |
| Andra                      | 9                          | Cristina Budeanu           | "We Found Love" (Rihanna)                            | Eliminată                  |
| Andra                      | 10                         | Elena Hasna                | "Strongest" (Ina Wroldsen)                           | Eliminată                  |
| Andra                      | 11                         | Renate Grad                | "I Don't Think About You" (Kelly Clarkson)           | Învingătoare               |
| Andra                      | 12                         | Sara Chiavegato            | "Runnin' (Lose It All)" (Naughty Boy și Beyoncé      | Învingătoare               |
| Smiley                     | 13                         | Bogdan Ioan                | "All I Want" (Kodaline)                              | Învingător                 |
| Smiley                     | 14                         | Dalina Nemeș               | "Budapest" (George Ezra)                             | Eliminată                  |
| Smiley                     | 15                         | Vitalie Maciunschi         | "Zombie" (The Cranberries)                           | Învingător                 |
| Smiley                     | 16                         | Diana Strat                | "Titanium" (Sia și David Guetta)                     | Eliminată                  |
| Episodul 14 (24 noiembrie) |                            |                            |                                                      |                            |
| Antrenor                   | Ordine                     | Concurent                  | Cântec                                               | Rezultat                   |
| Irina Rimes                | 1                          | Alexa Dragu                | "Sax" (Fleur East)                                   | Învingătoare               |
| Irina Rimes                | 2                          | Mara Căptaru               | "Praf de stele" (Vița de Vie)                        | Eliminată                  |
| Irina Rimes                | 3                          | Eva Timuș                  | "Running Up That Hill" (Kate Bush)                   | Învingătoare               |
| Irina Rimes                | 4                          | Antinia Simion             | "California Dreamin'" (Sia)                          | Eliminată                  |
| Tudor Chirilă              | 5                          | Dana Oltean                | "Bad Romance" (Lady Gaga)                            | Eliminată                  |
| Tudor Chirilă              | 6                          | Alma Boiangiu              | "Walk" (Foo Fighters)                                | Învingătoare               |
| Tudor Chirilă              | 7                          | Romanița Fricosu           | "Da, mamă" (Delia)                                   | Învingătoare               |
| Tudor Chirilă              | 8                          | Daria Tănasă               | "Virtual Insanity" (Jamiroquai)                      | Eliminată                  |
| Andra                      | 9                          | Mădălina Coca              | "Symphony" (Clean Bandit și Zara Larsson)            | Învingătoare               |
| Andra                      | 10                         | Silviu Murariu             | "Master Blaster (Jammin')" (Stevie Wonder)           | Învingător                 |
| Andra                      | 11                         | Izabela Barbu              | "La Vie en rose" (Édith Piaf)                        | Eliminată                  |
| Andra                      | 12                         | Nicoleta Oancea            | "My Heart Is Refusing Me" (Loreen)                   | Eliminată                  |
| Smiley                     | 13                         | Andrei Vitan               | "Toxic" (Britney Spears)                             | Eliminat                   |
| Smiley                     | 14                         | Letiția Roman              | "A Song for You" (Donny Hathaway)                    | Învingătoare               |
| Smiley                     | 15                         | Geanina Militaru           | "Inimă, nu fi de piatră" (Corina Chiriac)            | Eliminată                  |
| Smiley                     | 16                         | Sorina Bică                | "Reckoning Song (One Day)" (Asaf Avidan)             | Învingătoare               |

1. ↑  „Vocea României a ajuns la sezonul 8. Reacțiile noilor jurați”. Știrile Pro TV. 7 septembrie 2018.
2. ↑  Alexandru Irimia. „Irina Fodor este co-prezentator în sezonul 8 Vocea României!”. Accesat în 2 decembrie 2018.
3. ↑  Adelina Mărăcine. „Laura Giurcanu se alătură echipei „Vocea României". Ce va face fostul model internațional în show-ul de la Pro TV”. Accesat în 2 decembrie 2018.
4. ↑  „S-au anunțat noii antrenori la "Vocea României" - Loredana și Adi Despot au părăsit emisiunea”. Ziare.com. 2 iulie 2018.
5. ↑  „Prima imagine cu noul juriu de la Vocea României. Ce a spus Tudor Chirilă despre noile colege”. Știrile Pro TV. 12 iulie 2018.
6. ↑  Raluca Gheorghe. „Au început filmările pentru sezonul 8 Vocea României! Ce au spus antrenorii după prima zi petrecută împreună?”. Accesat în 2 decembrie 2010.
7. ↑  Ghimus, Alina (7 septembrie 2018). „Sezonul al optulea al competiției de voci a debutat în forță, așa cum au promis promo-urile”. Infomusic. Accesat în 19 septembrie 2018.
8. ↑  Stănescu, Alex (9 septembrie 2018). „Seara a doua a fost una prolifică pentru toți cei 4 jurați, fiecare alegând cel puțin un concurent, unii chiar doi”. Infomusic. Accesat în 20 octombrie 2018.
9. ↑  „În a treia rundă de audiții pe nevăzute, antrenorii au demonstrat că ar face orice pentru concurenții pe care și-i doresc în echipele lor, au avut argumente solide pentru fiecare dintre ei, iar Smiley a apelat la butonul de block pentru a fi sigur că una dintre vocile lui preferate nu va merge la Tudor”. Radar de media. 15 septembrie. Accesat în 20 octombrie 2018. Verificați datele pentru: |date= (ajutor)
10. ↑  Paraschiv, Ionuț (22 septembrie 2018). „Episodu 4 din Vocea Romaniei 2018 atrage 8 concurenti noi, dintre care 3 din Moldova”. Infomusic. Accesat în 21 octombrie 2018.
11. ↑  Ghimus, Alina (29 septembrie 2018). „Cine a mers mai departe în cel de-al cincilea episod Vocea României 2018”. Infomusic. Accesat în 22 noiembrie 2018.
12. ↑  Ghimus, Alina (6 octombrie 2018). „Citește rezumatul ediției din 5 octombrie a emisiunii Vocea României. Află ce concurenți au mers mai departe și ce momente savuroase au creat jurații”. Infomusic. Accesat în 25 noiembrie 2018.
13. ↑  Ghimus, Alina (13 octombrie 2018). „Descoperă ce concurenți au trecut de audițiile pe nevăzute de la Vocea României 2018, în episodul al șaptelea”. Infomusic. Accesat în 2 decembrie 2018.
14. ↑  Alina Ghimus. „Află care sunt concurenții ce completează echipele și citește rezumatul serii de 19 octombrie”. Accesat în 8 decembrie 2018.
15. ↑  Redacția Radar de Media. „Prima confruntare de la VOCEA ROMANIEI, lider de audienta”. Accesat în 8 decembrie 2018.
16. ↑  Filip Stan. „Fiecare antrenor va intra în această rundă cu câte 8 concurenți care vor forma două knockout-uri – patru dintre ei vor urca pe scenă vineri și patru sâmbătă”. Accesat în 8 decembrie 2018.

decis c
1. ↑  Blocat de Smiley.
2. ↑  Blocată de Irina.
3. ↑  Blocată de Andra.
4. ↑  Blocată de Tudor.